# Gossip Girl (serie televisiva 2021)
Gossip Girl è una serie televisiva statunitense disponibile sulla piattaforma streaming HBO Max dall'8 luglio 2021. La serie è il sequel di Gossip Girl, trasmessa dal 2007 al 2012.

## Trama
Quasi dieci anni dopo la conclusione della serie originale, un nuovo gruppo di studenti della Constance Billard di Manhattan prende il comando sotto l'occhio vigile di Gossip Girl, la quale dimostra quanto i social media - e la città di New York stessa - siano cambiati negli ultimi anni. Gossip Girl presenta diversi cambiamenti rispetto alla serie originale di The CW, grazie agli standard più permissivi del servizio di streaming HBO Max. La serie presenta un cast più diversificato, con protagonisti di etnie o orientamenti sessuali diversi.
Per quanto riguarda la continuità con la serie originale, il produttore esecutivo e showrunner Joshua Safran ha dichiarato che la serie è ufficialmente ambientata alcuni anni dopo gli eventi originari. Tuttavia, piuttosto che una diretta continuazione della storia, è ambientata nello stesso mondo in cui i personaggi precedenti esistono, vengono liberamente citati e possono potenzialmente riapparire, ma presenta un cast diverso e un nuovo punto di vista.

## Episodi
| Stagione         | Episodi | Pubblicazione USA | Prima TV Italia |
| ---------------- | ------- | ----------------- | --------------- |
| Prima stagione   | 12      | 2021              | 2021            |
| Seconda stagione | 10      | 2022-2023         | 2022-2023       |

## Personaggi e interpreti

### Personaggi principali
- Julien Calloway (stagioni 1-2), interpretata da Jordan Alexander, doppiata da Veronica Puccio.
La migliore amica di Audrey, Luna e Monet e la ragazza di Obie, che si è riunita da poco alla sua sorellastra, Zoya. È la ragazza più popolare della scuola ed è un'influencer di moda.[2]
- Zoya Lott (stagioni 1-2), interpretata da Whitney Peak, doppiata da Margherita De Risi.
L'onesta sorellastra di Julien e matricola, grazie a una borsa di studio, della Constance Billard. Ha avuto una relazione con Obie.[2]
- Kate Keller (stagioni 1-2), interpretata da Tavi Gevinson, doppiata da Valentina Favazza.
L'insegnante di inglese della Constance Billard che, stanca di essere bullizzata da Luna e Monet, decide di aprire l'account Gossip Girl insieme ai suoi colleghi.[2]
- Otto "Obie" Bergmann IV (stagioni 1-2), interpretato da Eli Brown, doppiato da Manuel Meli.
Uno studente benestante, che è il migliore amico di Aki e il fidanzato di Julien, che in seguito ha una relazione con Zoya.[2]
- Max Wolfe (stagioni 1-2), interpretato da Thomas Doherty, doppiato da Alessandro Campaiola.
Un ragazzo estroverso e pansessuale, che ha un interesse amoroso per Aki e Audrey.[2]
- Audrey Hope (stagioni 1-2), interpretata da Emily Alyn Lind, doppiata da Lucrezia Marricchi.
Un'adolescente sprezzante e la migliore amica di Julien. È la ragazza di Aki ma ha un interesse per Max.[2]
- Akeno "Aki" Menzies (stagioni 1-2), interpretato da Evan Mock, doppiato da Alex Polidori.
Il migliore amico di Obie e il ragazzo di Audrey. È bisessuale e ha un interesse per Max.[2]
- Nick Lott (stagioni 1-2), interpretato da Johnathan Fernandez, doppiato da Riccardo Scarafoni.
Il padre apprensivo di Zoya e un avvocato.[3]
- Jordan Glassberg (stagioni 1-2), interpretato da Adam Chanler-Berat, doppiato da Paolo Vivio.
Un insegnante di informatica che aiuta Kate con l'account di Gossip Girl. Ha un interesse per Kate.[3]
- Luna La (stagioni 1-2), interpretata da Zión Moreno, doppiata da Giulia Franceschetti.
Una stilista e la migliore amica di Julien e Monet, che ama creare pettegolezzi. È una ragazza transessuale.[2]
- Monet de Haan (stagioni 1-2), interpretata da Savannah Lee Smith, doppiata da Ludovica Bebi.
Una studentessa lesbica e la migliore amica di Luna e Julien. Aiuta quest'ultima a creare i giusti contenuti per i suoi social media.[2]
- Rafa Caparros (stagione 1), interpretato da Jason Gotay, doppiato da Luca Mannocci.
L'insegnante di lettere della Constance Billard, che viene corteggiato da Max.[3]
- Gideon Wolfe (stagioni 1-2), interpretato da Todd Almond.
Uno dei due padri di Max e un impresario teatrale.
- Kiki Hope (stagioni 1-2), interpretata da Laura Benanti, doppiata da Francesca Fiorentini.
Una stilista di vestiti da ginnastica e la madre alcolizzata di Audrey. Ha un rapporto complicato con la figlia dopo il divorzio con il marito.
- Gossip Girl (stagioni 1-2), doppiata in originale da Kristen Bell, in italiano da Valentina Mari.
La narratrice onnisciente dello show, che è una figura misteriosa che pubblica nel suo account Instagram i più intimi segreti dei protagonisti.
- Shan Barnes (stagione 2, guest stagione 1), interpretata da Grace Duah.
La nuova migliore amica di Zoya, che la spinge a trasgredire le regole.
- Wendy Fineman-Walsh (stagione 2, ricorrente stagione 1), interpretata da Megan Ferguson, doppiata da Emanuela Damasio.
Un membro del personale amministrativo della scuola che conosce molto bene il vecchio account di Gossip Girl creato da Dan Humphrey, e che aiuta Kate e Jordan a gestire il nuovo account di Gossip Girl.

### Personaggi ricorrenti
- Roy Sachs (stagioni 1-2), interpretato da John Benjamin Hickey.
Padre di Max che lavora come giardiniere paesaggista.
- Rocky (stagioni 1-2), interpretata da Carla Hall.
- Davis Calloway (stagioni 1-2), interpretato da Luke Kirby, doppiato da Francesco Pezzulli.
Un magnate della musica e il padre di Julien, che è anche l'ex fidanzato di Lola.
- Vivian Burton (stagioni 1-2), interpretata da Donna Murphy.
La preside della Constance Billard.[4]
- Lola Morgan (stagioni 1-2), interpretata da Elizabeth Lail, doppiata da Federica De Bortoli.
Una cantautrice e l'ex fidanzata di Davis.
- Bianca Breer (stagioni 1-2), interpretata da Ella Rubin.
- Pippa Sykes (stagioni 1-2), interpretata da Katherine Reis.
- Helena Bergmann (stagioni 1-2), interpretata da Lyne Renée.
La madre di Obie, che è una finanziera immobiliare estremamente ricca.
- Roger Menzies (stagioni 1-2), interpretato da Malcolm McDowell.
Il padre di Aki, Jake, Hamish, ed Eliza, nonché ex marito di Jodie e noto magnate dei media.
- Heidi Bergmann (stagioni 1-2), interpretata da Kathryn Gallagher.
La sorella di Obie e la prima volta di Max.
- Jodie Menzies (stagioni 1-2), interpretata da Hettienne Park.
La madre di Aki e l'ex moglie di Roger.
- Camille de Haan (stagioni 1-2), interpretata da Amanda Warren.
La madre di Monet e una biotecnologa.
- Grace Byron (stagioni 1-2), interpretata da Anna van Patten.
La figlia della senatrice della Virginia, Charlotte Byron e la nuova ragazza di Obie.
- Saskia Bates (stagioni 1-2), interpretata da Lucy Punch, doppiata da Ilaria Latini.
La madre surrogata di Max e un'attrice.
- Mike Shubin (stagione 2), interpretato da Pico Alexander.
Un insegnante della Constance Billard che è tornato da un lungo periodo sabbatico.
- Greyson de Haan (stagione 2), interpretato da Rick Worthy.
Il padre di Monet.
- Graham (stagione 2), interpretato da Jarvis Tomdio.
Il nuovo interesse amoroso di Julien.
- Charlotte Byron (stagione 2), interpretata da Elizabeth Stanley.
La madre di Grace e una controversa senatrice.
- Mimi (stagione 2), interpretata da LaChanze.
La zia di Julien e Zoya.

### Guest star
- Jeremy O. Harris (stagione 1), interpretato da sé stesso.
Un attore di Broadway che si propone per finanziare la borsa di studio di Zoya.
- Milo Sparks (stagione 1), interpretato da Azhy Robertson.
Il figlio di Georgina Sparks che aiuta Zoya in una delle sue vendette su Julien.
- Nelly Yuki (stagioni 1-2), interpretata da Yin Chang.
Un'impiegata di alto livello in un gruppo editoriale di riviste e un ex membro della cricca di Blair Waldorf.
- Dorota Kishlovsky (stagione 1), interpretata da Zuzanna Szadkowski.
La governante polacca della famiglia Waldorf.
- Cyrus Rose (stagione 1), interpretato da Wallace Shawn.
L'avvocato di Gideon e il patrigno di Blair Waldorf.
- Eleanor Waldorf-Rose (stagioni 1-2), interpretata da Margaret Colin.
Un'ex stilista di moda e la madre di Blair Waldorf.
- Vanya (stagione 1), interpretato da Aaron Schwartz.
Il marito di Dorota e l'ex portiere dell'appartamento di Lily van der Woodsen.
- Georgina Sparks (stagione 2), interpretata da Michelle Trachtenberg.
Una socialite manipolatrice che ricatta Kate.
- Jonathan Whitney (stagione 2), interpretato da Matt Doyle.
Il marito di Eric van der Woodsen.

## Produzione

### Sviluppo
Warnermedia ha ordinato un revival della serie per HBO Max nel luglio 2019. Anche se chiamato "reboot", è stato confermato come una continuazione della storia originale di Josh Schwartz. Il 2 novembre 2020 è stato annunciato che Karena Evans avrebbe diretto i primi due episodi della serie.
Il creatore e produttore esecutivo del reboot, Safran, ha detto che le sue priorità per la serie erano "concentrarsi su storie che non sono limitate a un solo pubblico." Ha anche dichiarato: "Volevo essere più inclusivo; volevo mostrare un universo più vario; volevo raccontare più storie queer." Il 9 settembre 2021 HBO Max ha rinnovato la serie per una seconda stagione. Il 19 gennaio 2023 la serie è stata cancellata dopo due stagioni.

### Casting
Nel novembre 2019, è stato annunciato che Kristen Bell sarebbe tornata come voce di Gossip Girl nella nuova serie. Nel marzo 2020, è stato riportato che Emily Alyn Lind, Whitney Peak, Eli Brown, Johnathan Fernandez e Jason Gotay erano stati ingaggiati. Nello stesso mese, anche Tavi Gevinson, Thomas Doherty, Adam Chanler-Berat e Zión Moreno si erano uniti al cast. Nell'aprile 2020, è stato riportato che Savannah Lee Smith si era unita al cast. Nell'agosto 2020, Jordan Alexander si è unita al cast in un ruolo da protagonista. Nell'ottobre 2020, Evan Mock è stato scelto come personaggio regolare della serie, seguito da Laura Benanti. Nel marzo 2021, Elizabeth Lail si è unita al cast nel ruolo ricorrente di Lola Morgan. Nel maggio 2021, Lyne Renée si è unita al cast nel ruolo ricorrente di Helena Bergmann e nel giugno 2021, Jeremy O. Harris si è unito al cast in un ruolo da guest star interpretando sé stesso.

### Riprese
Le riprese della serie dovevano iniziare nel marzo 2020 a New York, ma sono state sospese a causa dell'impatto della pandemia di COVID-19 negli Stati Uniti, e di conseguenza la data di uscita è stata posticipata al 2021. La produzione della serie è iniziata il 2 novembre 2020.
Le riprese della seconda stagione sono iniziate il 4 febbraio 2022 a New York, per poi spostarsi nell'agosto dello stesso anno a Roma.

## Distribuzione
Gossip Girl ha debuttato su HBO Max l'8 luglio 2021. I primi sei episodi vengono pubblicati regolarmente ogni settimana, mentre i restanti sei episodi sono stati resi disponibili dal 25 novembre 2021. Nel giugno 2021, è stato annunciato che The CW avrebbe trasmesso il primo episodio del reboot il 9 luglio, il giorno dopo la sua anteprima sul servizio di streaming, con l'episodio disponibile per lo streaming sulle piattaforme online di The CW dopo la sua trasmissione. In Italia è stata trasmessa su Sky Serie dal 27 ottobre 2021 al 27 gennaio 2023.

## Accoglienza
Su Rotten Tomatoes, la prima stagione della serie ha ricevuto una valutazione del 36%, con un punteggio di 4.90 su 10 basato su 53 recensioni. Il consenso critico del sito dice, "Un'ambiziosa cilecca, Gossip Girl tentenna più di quanto ci si aspetta, arenando un cast impilato in un sontuoso mare di dramma senza timone."
Su Metacritic, ha ricevuto un punteggio di 51 su 100, basato su 28 critici, indicando "recensioni miste o medie".